# The Outlast Trials
The Outlast Trials è un videogioco survival, horror-psicologico del 2023, sviluppato e pubblicato da Red Barrels. È il terzo capitolo dell'omonima serie e funge da prequel dei primi due giochi, presentando come protagonisti delle cavie umane, dette "Reagenti", in un misterioso esperimento condotto dalla Murkoff Corporation durante la Guerra Fredda.
Dopo due ritardi, The Outlast Trials è stato lanciato tramite accesso anticipato solo Microsoft Windows il 18 maggio 2023, con le versioni per console e le funzionalità multipiattaforma pianificate per coincidere con l'uscita completa del gioco, avvenuta il 5 marzo 2024.

## Trama
The Outlast Trials tratta delle origini della Murkoff Corporation, la società antagonista del primo capitolo. Questo episodio si svolge nel 1959, nel bel mezzo della Guerra Fredda: la CIA è in pieno sviluppo del famoso ed iconico progetto MKULTRA, in vigore dal 1953 fino all'inizio degli anni 1970. È in questo contesto che si colloca il gioco, infatti la CIA collabora e finanzia la Murkoff Corporation, al fine di progredire nel progetto di controllo mentale di quest'ultima.
Vengono quindi utilizzate cavie umane; queste sono gli emarginati, i senzatetto, le prostitute e tutte le persone che fanno volontariato o sono state costrette a partecipare a questi esperimenti, che vengono rapiti e portati alla Sinyala Facility in Arizona, dove sono costretti a firmare moduli di consenso e a sottoporsi a un intervento chirurgico involontario per farsi avvitare sulla testa degli occhiali per la visione notturna. Etichettati come Reagenti, i soggetti vengono quindi costretti a sottoporsi a un Processo in cui vengono istruiti dal direttore della struttura, il dottor Hendrick Joliet Easterman, a distruggere i propri archivi pubblici e privati, cercando di evitare al contempo i soggetti psicotici che hanno fallito il loro test, noti come Ex-Pop.
Dopo aver completato la prova iniziale, Easterman consente ai Reagenti di accedere alla Sleep Room, dove possono ascoltare i suoi racconti, quelli dell'ingegnere Cornelius Noakes, dell'infermiera Emily Barlow e di vari abitanti della Sleep Room. In seguito vengono assistiti da un altro Reagente di nome Dorris che non partecipa più alle prove e invece fornisce beni di contrabbando ad altri soggetti. Le prove a cui i Reagenti vengono sottoposti diventano sempre più pericolose poiché sono costretti ad andare contro le "Prime Assets" del programma che includono la conduttrice di uno show per bambini in disgrazia Mother Gooseberry e il sadico ex agente di polizia Leland Coyle.
Dopo aver acquisito abbastanza Release Token tramite il completamento delle Prove, i Reagenti che sono ritenuti pronti dalla Murkoff possono partecipare al Reagent Release Protocol, dove devono completare una Prova finale prima di essere rilasciati nel mondo. Durante la Prova, ai Reagenti viene assegnata la documentazione con nuove identità prima di ricevere una parola in codice percepibile tramite la sintonizzazione di più frequenze. Dopo essere fuggiti dalla Prova attraverso un'ultima porta, i Reagenti cadono in uno spazio infinito oscuro dove camminano sull'acqua mentre devono avvicinarsi a una luce abbagliante in lontananza.
Ci sono vari finali.
Nel primo, i Reagenti si svegliano macchiati di sangue in una stanza d’albergo a Cuba, dove devono rispondere allo squillo di un telefono. All’altro capo, sentono Easterman pronunciare la parola in codice sentita nella Prova Finale, che li farà perdere i sensi.
Nel secondo, i Reagenti si svegliano con le mani legate al volante di un’auto in corsa, che si sta schiantando davanti a un hotel nel Vietnam del Sud. Si dibattono quando notano un esplosivo legato al loro petto, ma invano, poiché esso detona.
Nel terzo, i Reagenti si svegliano nel laboratorio sotterraneo dell'ospedale psichiatrico di Mount Massive, sperduto nelle montagne del Colorado, mentre vengono collegati al Motore Morfogenico dal dottor Rudolph Wernicke, che li aveva occasionalmente osservati dalla sala di osservazione della Sleep Room. Mentre gli altri scienziati mettono in dubbio l’idoneità dei Reagenti come candidati, Wernicke ritiene che possano effettivamente essere utili. I Reagenti cominciano presto a percepire che il Walrider li sta raggiungendo prima di udire la parola in codice della Prova Finale.

## Modalità di gioco
The Outlast Trials raccoglie elementi di gioco dei suoi predecessori migliorandoli e aggiungendo funzionalità, la più importante la modalità multiplayer. Quest'ultima è rafforzata da un sistema quattro classi: il primo ti permette di stordire i nemici, il secondo di accecarli, il terzo di curare i compagni di squadra e l'ultimo di vedere i nemici e alcuni oggetti importanti e consumabili attraverso i muri. Questi sono tutti utilizzabili per un tempo limitato e si ricaricano nel tempo. Sono anche presenti sia miglioramenti per le classi, che miglioramenti per il giocatore indipendentemente dalla classe utilizzata. Ad esempio, si può migliorare la sua resistenza, la sua furtività o persino sbloccare abilità come scivolare o fermare i nemici che attaccano i compagni di squadra.
Rispetto ai primi episodi, il gioco presenta un creatore di personaggi che permette all'utente di scegliere il proprio sesso, i vestiti o indossare vari accessori. Inoltre, è possibile stordire i nemici con mattoni o bottiglie vuote, cosa che rappresenta una novità importante rispetto ai primi due videogiochi in cui le armi erano nulle. Altra novità, dal punto di vista estetico la videocamera ad infrarossi,  lascia il posto a degli occhiali per la visione notturna. Infine è stata migliorata la manovrabilità, in particolare il salto degli ostacoli e la velocità oltre che la libertà di movimento.
Anche il level design viene modificato, riprendendo in qualche modo però gli ambienti chiusi del primo Outlast e dei suoi DLC. I giocatori si evolvono in ambienti chiusi creati e allestiti ex novo dalla Murkoff Corporation, con l'obiettivo di superare delle prove in cui vengono attaccati da NPC ostili.
Prima di iniziare a giocare, i giocatori possono interagire in una lobby, una sorta di refettorio che serve come scelta per la missione da svolgere o per fare i due minigiochi fino ad ora disponibili, braccio di ferro e scacchi.
Sono presenti diverse difficoltà. Infatti, oltre ai nemici che devono essere evitati, il giocatore deve evitare anche le trappole presenti a terra o nelle scatole di attrezzature o cure. Essere colpiti da queste trappole (oltre ai nemici) riduce naturalmente la vita del giocatore; se la barra di quest'ultimo è vuota, il personaggio trema e inizia ad avere allucinazioni. Se è completamente vuota, un'entità sconosciuta gli dà la caccia finché non riesce a trovare lo strumento giusto per curare la sua follia o riesce a resistere per circa trenta secondi prima che la sua sanità mentale si rigeneri.
Infine, la storia è presentata in un modo simile a quelli vecchi. Infatti, i documenti sono sparsi in tutti i livelli, permettendo di scoprire gradualmente di più sulla storia della Murkoff Corporation.

## Sviluppo e pubblicazione
Già pochi mesi dopo l'uscita di Outlast 2, il 7 dicembre 2017 la Red Barrels ha annunciato la produzione di Outlast 3, senza confermare tempi o piattaforme target. Durante questo annuncio, la stessa azienda ha affermato che, poiché non potevano aggiungere facilmente contenuti scaricabili per Outlast 2 a causa della sua struttura, hanno iniziato un progetto separato più piccolo, sempre relativo a Outlast, che sarebbe stato pubblicato prima di Outlast 3.
Il 31 ottobre 2019, Red Barrels ha pubblicato un'immagine teaser riguardante il loro prossimo progetto con una didascalia recitante "Where liberty ends" (Dove finisce la libertà); mentre il 6 dicembre successivo hanno annunciato ufficialmente il titolo del loro progetto, The Outlast Trials, specificando il periodo storico in cui si sarebbe svolta la vicenda. Il post di rivelazione iniziale presentava anche un'immagine con personaggi che indossavano occhiali per la visione notturna, portando alcuni lettori a ipotizzare che potesse trattarsi di un gioco di realtà virtuale. Gli sviluppatori hanno successivamente chiarito che il gioco non avrebbe avuto funzionalità VR, inoltre hanno specificato che il gioco sarebbe stato sviluppato da un team composto da una quarantina di persone.
In seguito, durante un'intervista con PlayStation Official Magazine UK, il co-fondatore della Red Barrels Philippe Morin ha affermato che la scelta, come ambientazione, della Guerra Fredda era dovuta alla volontà di arricchire la mitologia dietro i giochi della serie e mostrare l'apice del progetto MKULTRA. Morin ha anche descritto il multiplayer come "flessibile, in modo che le persone possano giocarci come vogliono" e ha notato che la modalità cooperativa avrà segmenti in cui i giocatori si ritroveranno separati l'uno dall'altro creando delle particolari situazioni di gioco.

### Teaser trailer e iBehind The Scenes
Nel giugno 2020, in occasione dei PC Gamimg Show, la Red Barrerls ha pubblicato il primo teaser trailer di The Outlast Trials. Il video si apre con una scena di tortura nel quale il protagonista è circondato da personaggi vestiti da chirurghi che operano con un trapano arrugginito. Dopo di che, il trailer si evolve mostrando una scena di fuga nella quale tutto sembra andare per il verso sbagliato per il protagonista. Infine si vede anche la data prevista per il lancio, inizialmente programmata per essere nel corso del 2021.
Nonostante l'iniziale volontà da parte di Red Barrels di rendere disponibile il gioco nel 2021, il 25 agosto dello stesso anno nell'ambito del Gamescom 2021, la stessa azienda ha annunciato ufficialmente la posticipazione dell'uscita al 2022 a causa della pandemia di COVID-19.

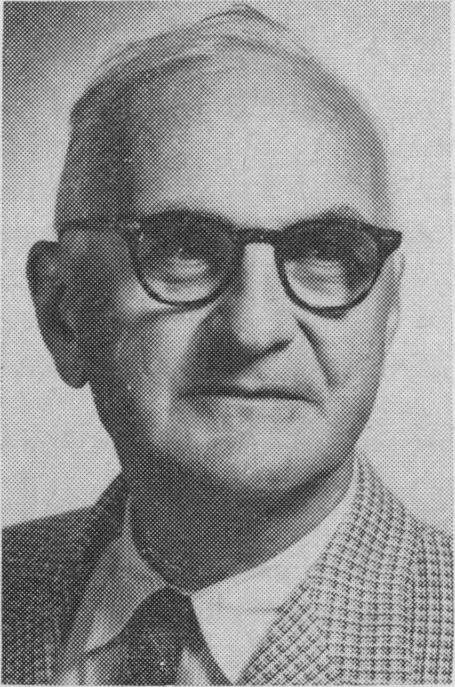
Donald Ewen Cameron, lo psichiatra autore degli esperimenti a cui si ispirano le vicende del gioco.

Per sopperire al ritardo nella pubblicazione del gioco, tramite i propri social media, il 29 ottobre 2021, la Red Barrels ha iniziato a pubblicare una serie di video della durata di pochi minuti, riguardanti il backstage della realizzazione del gioco.
Il primo di questi video, chiamati behind the scenes, riguarda la realizzazione dei suoni e della musica e introduce il nuovo compositore della colonna sonora, Tom Salta, già compositore per la serie di videogiochi di Halo, per PUBG e Wolfenstein: Youngblood, che prende il posto di Samuel Laflamme. Il secondo video, pubblicato il 10 dicembre 2021, tratta delle backstories dei personaggi principali del gioco, narrati da Hugo Richard, assistente direttore artistico. Il terzo video è raccontato dallo sceneggiatore J. T. Petty, il quale parla delle ispirazioni che lo hanno portato a scrivere la trama per The Outlast Trials, parlando specificatamente del progetto MKULTRA e degli esperimenti reali portati avanti dallo psichiatra Donald Ewen Cameron all'interno dell'Allan Memorial Institute di Montreal negli anni 1960, periodo in cui si svolge la storia del gioco. Il quarto video parla del processo di animazione del videogioco tramite una raccolta di filmati di acrobazie in motion capture per i vari incontri con i nemici e per le animazioni della morte del giocatore, il tutto con il contributo dello studio Game On; mentre il quinto tratta della "psicologia dell'horror", analizzata sotto il punto di vista psicologico dallo psichiatra Carl Chiniara e sotto il punto di vista biologico da Bernard Perron, insegnante coinvolto negli studi di cinema e videogiochi all'università di Montreal, tramite un approfondimento sul complesso nucleare situato nella parte dorsomediale del lobo temporale del cervello che gestisce le emozioni, l'amigdala.
Il sesto e settimo video, pubblicati alla fine del 2022, parlano rispettivamente del design del gioco e del contributo della community nello sviluppo dello stesso;  mentre l'ottavo, nonché ultimo behind the scenes, pubblicato nel febbraio 2023, parla del level design e delle ispirazioni che hanno portato a una rappresentazione di luoghi tipici degli anni 1960.

### Closed Beta e accesso anticipato
Il 23 agosto 2022, durante il Gamescom 2022, la Red Barrels ha pubblicato il terzo trailer complessivo di Outlast Trials in cui hanno annunciato le iscrizioni per partecipare alla closed beta del gioco, svolta tra il 28 ottobre e il 1º novembre dello stesso anno. I giocatori che hanno inserito il gioco nella lista dei desideri su Steam sarebbero stati selezionati casualmente e avvisati via e-mail.
I primi partecipanti alla closed beta hanno riscontrato diversi problemi di connessione ai server, che rendevano impossibile la connessione o espellevano i giocatori dalle loro sessioni. Questi problemi sono stati successivamente mitigati dagli sviluppatori. Alla sua conclusione, ai partecipanti è stato domandato di partecipare ad un sondaggio per esprimere un feedback sull'esperienza e sulle meccaniche di gioco.
Dopo la pubblicazione dell'ultimo behind the scenes, come già menzionato, nel febbraio 2023, il 10 marzo dello stesso anno la Red Barrels ha annunciato l'uscita del gioco in accesso anticipato per il 18 maggio 2023, inizialmente disponibile solo per Microsoft Windows.
Nei mesi successivi all'uscita del gioco in accesso anticipato la Red Barrels ha distribuito vari aggiornamenti volti ad implementare le funzionalità già presenti. Già durante il secondo aggiornamento il 13 giugno 2023 è stato pubblicato il nuovo Programma Ω per i giocatori più esperti; mentre il 23 agosto successivo sono stati fatti diversi annunci in un comunicato stampa su Steam: Red Barrels ha annunciato che stavano lavorando attivamente affinché il gioco potesse essere pubblicato nel 2024 su console. Inoltre, è stato rivelato il contenuto del prossimo grande aggiornamento del gioco previsto per Halloween.
Nell'aggiornamento, introdotto il 26 ottobre, sono stati introdotti: il nuovo programma 4: Palazzo di giustizia, un evento a tempo limitato di Halloween, il Programma Geister, che sarà il primo di vari programmi settimanali che succederanno a questo a partire dal 17 novembre, ed infine tre nuove "Sfide MK" distribuite nei vari programmi.

### Distribuzione
Nella notte tra il 7 e l'8 dicembre, durante i The Game Awards, l'annuale cerimonia dedicata alla premiazione dei migliori videogiochi usciti durante l'anno, è stato annunciato tramite un trailer la data ufficiale di uscita del videogioco, il 5 marzo 2024, e le piattaforme su cui debutterà: PlayStation 5, Playstation 4, Xbox One, Xbox Series X/S e Microsoft Windows.